# Non per soldi... ma per denaro
Non per soldi... ma per denaro (The Fortune Cookie) è un film del 1966 diretto da Billy Wilder e interpretato da Jack Lemmon e Walter Matthau affiancati da Judi West alla sua prima apparizione cinematografica. 

## Trama
Harry Hinkle è un giovane operatore della CBS che viene inviato a riprendere una partita di football americano al Cleveland Stadium. Durante un'azione di gioco, è travolto dal giocatore dei Cleveland Browns Luther "Boom Boom" Jackson: viene quindi portato in ambulanza in ospedale, dove lo raggiunge il cognato Willie, di professione avvocato. Dopo aver scoperto che l'incidente non ha avuto gravi conseguenze, Willie decide comunque di sporgere denuncia e chiedere un rimborso di un milione di dollari all'assicurazione, nonostante la riluttanza di Harry a mentire sulle sue condizioni di salute. In ospedale, Harry riceve una telefonata da Sandy, la sua ex moglie, che era fuggita con un altro uomo. La donna sembra interessata alle condizioni di salute del marito e fa sperare Harry in un suo ritorno. Harry si lascia convincere dal cognato e sostiene di fronte ai medici di avere tre dita e una gamba paralizzati; il medico si accorge di una vertebra schiacciata, conseguenza in realtà di un incidente accaduto quando Harry era piccolo.
O'Brien, Thompson e Kincaid, gli avvocati dell'assicurazione, sono molto dubbiosi sul fatto che Harry sia veramente in condizioni disastrose e lo fanno sottoporre, con il suo consenso, a numerose visite mediche per accertarne l'invalidità. Per passare le visite senza nessun problema, Willie fa iniettare a Harry un medicinale paralizzante nelle zone indicate. Tutti i medici, tranne uno, giungono alla conclusione che le lesioni sono reali. Tuttavia gli avvocati, continuando a dubitare, decidono di far mettere sotto sorveglianza la casa di Harry da parte del detective Chester Purkey, filmandola dalla casa di fronte e piazzando all'interno dei microfoni. Nel frattempo "Boom Boom" Jackson, dispiaciuto dell'incidente, porta in ospedale a Harry una sedia a rotelle che può muoversi con l'uso di una mano. Harry, dimesso dall'ospedale, torna a casa. Boom Boom, sentendosi molto in colpa per l'accaduto, salta alcune partite pur di stare al servizio di Harry che, toccato dal buon carattere del ragazzo, inizia a pensare di farla finita con quella messinscena.
Nel frattempo, Sandy chiama di nuovo Harry e gli dice di voler venire a fargli visita. Harry si fa aiutare da Boom Boom a preparare una cenetta per l'occasione.
Willie, andando da Harry, lungo la strada vede il detective Purkey e sospetta che abbia fatto qualcosa per spiare Harry: infatti nell'abitazione di questo scopre microfoni nascosti. Su un pezzo di carta scrive a Harry di stare attento a parlare, perché li potrebbero sentire. Dopo che Boom Boom è uscito per andare all'aeroporto a prendere Sandy, Willie decide con Harry di lasciare per il momento i microfoni, in modo da sfruttare la situazione a loro vantaggio.
In auto, di ritorno dall'aeroporto, Boom Boom capisce dai discorsi di Sandy che lei non è più interessata al marito e, quando arrivano a casa, si sente mortificato nel vedere il povero Harry illuso dalla donna. Finita la cena, Sandy dice a Harry di aver imparato a cucinare e che sarebbe rimasta con lui per tutto il tempo necessario, convincendolo a mandare via Boom Boom.
Questi, preso dai sensi di colpa nel vedere l'amico imbrogliato dalla donna, va nel bar di suo padre e inizia a bere, rimanendo poi coinvolto in una rissa.
Nel frattempo, Harry e Willie annunciano a Sandy (e di conseguenza a chi li sta sorvegliando) che, durante l'intervallo della prossima partita di football, sarà dato l'annuncio che tutto il denaro dell'assicurazione, a eccezione delle spese mediche, verrà dato in donazione alla fondazione no profit "Harry Hinkle" per l'assistenza agli invalidi. Sandy, non credendo alla cosa, chiama Willie fuori dalla porta e gli rivela di avere capito che si tratta di una finzione: si fa dire quali sono i veri piani e, assicuratasi che ci sarà del denaro anche per lei, accetta di tener buono Harry.
Dalla TV, Sandy e Harry vengono a conoscenza della rissa e del fermo per stato di ebbrezza di Boom Boom il quale, dopo aver passato una nottata in prigione, era stato sospeso a tempo indeterminato dalla squadra. Harry telefona a Willie e tenta di convincerlo ad aiutare il ragazzo, ma Willie in quel momento sta trattando con gli avvocati dell'assicurazione e gli risponde che non ha tempo. Stanco della situazione, Harry urla contro Sandy di voler dire tutta la verità, ma la donna riesce a convincerlo a continuare la finzione promettendogli una nuova vita insieme, se avranno il denaro. 
Willie torna a casa di Harry: comunica al cognato e a Sandy di aver ottenuto dall'assicurazione 200.000 dollari e che finalmente possono festeggiare. A quel punto Sandy dichiara di volere 20.000 dollari per potersi pagare una parte da cantante alla TV. Harry capisce così che la donna era tornata solo per coronare il suo sogno di diventare cantante. Ma il detective Purkey, nonostante gli avvocati gli abbiano detto che la sorveglianza non è più necessaria, non crede alla messinscena: è nella casa di fronte e dice al collega di lasciare la telecamera accesa, mentre si precipita a casa di Harry per smascherarlo. Inizia a togliere i microfoni e fa dei commenti razzisti su Boom Boom, suscitando la rabbia di Harry, che si alza in piedi e con la mano ferita gli dà un pugno in faccia. L'investigatore, soddisfatto, si alza e chiede al collega di fronte se ha ripreso la scena: ma quello risponde che era troppo buio per vedere qualcosa. Nel frattempo, Willie e Sandy rimproverano Harry per aver picchiato Purkey. Harry, preso dall'ira, propone all'investigatore di ripetere la scena per girarla di nuovo e così fanno. Harry fa una serie di acrobazie che non avrebbe potuto fare se fosse stato davvero invalido. Dice alla moglie di non volerla più vedere, esce e va allo stadio, dove incontra Boom Boom che, guardandolo, capisce la truffa. Boom Boom gli chiede perché l'ha fatto: Harry gli risponde che la ragione era il denaro e che è pentito. Boom Boom allora gli dice che intende lasciare la squadra di football per partire, forse per andare a fare il lottatore facendosi chiamare L'angelo nero.
Harry rimane fermo con un pallone da football in mano e osserva l'amico andarsene. Quando questi è abbastanza lontano, Harry gli urla che ha dimenticato il pallone e glielo lancia con il piede che prima fingeva fosse paralizzato. Boom Boom risponde al lancio e, correndo, travolge Harry che cade a terra con un colpo secco. Boom Boom, preoccupato che sia successo qualcosa di grave, chiede a Harry se sta bene e quest'ultimo finge di sentire un telefono che squilla. Quando l'amico gli chiede quanti ne vede di lui, Harry risponde dicendo: "Due: Boom Boom Jackson e un altro salame che vuole farsi chiamare L'angelo nero". I due si mettono a giocare tirandosi il pallone, ridendo, mentre le addette alle pulizie li guardano perplesse.

## Riconoscimenti
- 1967 - Premio Oscar
  - Miglior attore non protagonista a Walter Matthau
  - Candidatura Migliore sceneggiatura originale a Billy Wilder e I. A. L. Diamond
  - Candidatura Migliore fotografia a Joseph LaShelle
  - Candidatura Migliore scenografia a Robert Luthardt e Edward G. Boyle
- 1967 - Golden Globe
  - Candidatura Miglior attore in un film commedia o musicale a Walter Matthau

- 1967 - Laurel Awards
  - Miglior attore non protagonista a Walter Matthau
- 1967 - WGA Award
  - Candidatura Miglior sceneggiatura originale per un film commedia a Billy Wilder e I.A.L. Diamond
- 1967 - Kansas City Film Critics Circle Awards
  - Miglior attore non protagonista a Walter Matthau